# Seznam medailistů na mistrovství světa v běhu na 10 000 m
Běh na 10 000 metrů patří v kategorii mužů do programu mistrovství světa od prvního ročníku v roce 1983. Ženy tuto trať poprvé běžely na světovém šampionátu v roce 1987. Naprostou většinu vítězů během dosavadních ročníků patřilo běžcům tmavé pleti.

## Rekordmani mistrovství světa v atletice

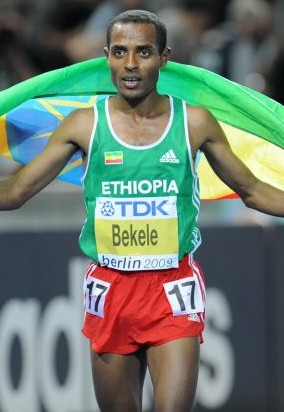
Muži -  Kenenisa Bekele
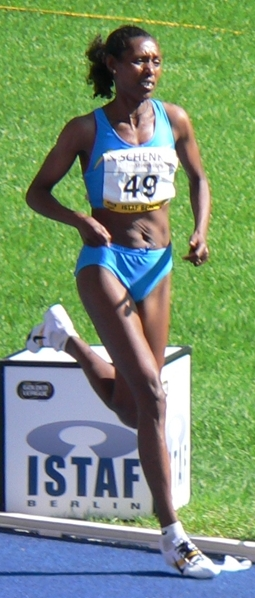
Ženy -  Berhane Adereová

### Muži
| Rok     | Místo     | Zlato              | Výkon vítěze   | Stříbro                   | Bronz                  |
| ------- | --------- | ------------------ | -------------- | ------------------------- | ---------------------- |
| MS 1983 | Helsinky  | Alberto Cova       | 28:01,04       | Werner Schildhauer        | Hansjörg Kunze         |
| MS 1987 | Řím       | Paul Kipkoech      | 27:38,63       | Francesco Panetta         | Hansjörg Kunze         |
| MS 1991 | Tokio     | Moses Tanui        | 27:38,74       | Richard Chelimo           | Khalid Skah            |
| MS 1993 | Stuttgart | Haile Gebrselassie | 27:46,02       | Moses Tanui               | Richard Chelimo        |
| MS 1995 | Göteborg  | Haile Gebrselassie | 27:12,95       | Khalid Skah               | Paul Tergat            |
| MS 1997 | Athény    | Haile Gebrselassie | 27:24,58       | Paul Tergat               | Salah Hissou           |
| MS 1999 | Sevilla   | Haile Gebrselassie | 27:57,27       | Paul Tergat               | Assefa Mezgebu         |
| MS 2001 | Edmonton  | Charles Kamathi    | 27:53,25       | Assefa Mezgebu            | Haile Gebrselassie     |
| MS 2003 | Paříž     | Kenenisa Bekele    | 26:49,57       | Haile Gebrselassie        | Sileši Sihine          |
| MS 2005 | Helsinky  | Kenenisa Bekele    | 27:08,33       | Sileši Sihine             | Moses Mosop            |
| MS 2007 | Ósaka     | Kenenisa Bekele    | 27:05,90       | Sileši Sihine             | Martin Irungu Mathathi |
| MS 2009 | Berlín    | Kenenisa Bekele    | 26:46,31 – RMS | Zersenay Tadese           | Moses Ndiema Masai     |
| MS 2011 | Tegu      | Ibrahim Jeilan     | 27:13,81       | Mohamed Farah             | Imane Merga            |
| MS 2013 | Moskva    | Mohamed Farah      | 27:21,71       | Ibrahim Jeilan            | Paul Tanui             |
| MS 2015 | Peking    | Mohamed Farah      | 27:01,13       | Geoffrey Kipsang Kamworor | Paul Tanui             |
| MS 2017 | Londýn    | Mohamed Farah      | 26:49,51       | Joshua Cheptegei          | Paul Tanui             |
| MS 2019 | Dauhá     | Joshua Cheptegei   | 26:48,36       | Yomif Kejelcha            | Rhonex Kipruto         |
| MS 2022 | Eugene    | Joshua Cheptegei   | 27:27,36       | Stanley Mburu             | Jacob Kiplimo          |
| MS 2023 | Budapešť  | Joshua Cheptegei   | 27:51,42       | Daniel Ebenyo             | Selemon Barega         |

### Ženy
od roku 1987

| Rok     | Místo     | Zlato                 | Výkon vítěze   | Stříbro             | Bronz                 |
| ------- | --------- | --------------------- | -------------- | ------------------- | --------------------- |
| MS 1987 | Řím       | Ingrid Kristiansenová | 31:05,85       | Jelena Župijevová   | Kathrin Weßelová      |
| MS 1991 | Tokio     | Liz McColganová       | 31:14,31       | Zhong Huandiová     | Wang Xiutingová       |
| MS 1993 | Stuttgart | Wang Ťün-sia          | 30:49,30       | Zhong Huandiová     | Sally Barsosiová      |
| MS 1995 | Göteborg  | Fernanda Ribeirová    | 31:04,99       | Derartu Tuluová     | Tegla Loroupeová      |
| MS 1997 | Athény    | Sally Barsosiová      | 31:32,92       | Fernanda Ribeirová  | Masako Čibaová        |
| MS 1999 | Sevilla   | Gete Wamiová          | 30:24,56       | Paula Radcliffová   | Tegla Loroupeová      |
| MS 2001 | Edmonton  | Derartu Tuluová       | 31:48,81       | Berhane Adereová    | Gete Wamiová          |
| MS 2003 | Paříž     | Berhane Adereová      | 30:04,18 – RMS | Werknesh Kidaneová  | Sun Yingjie           |
| MS 2005 | Helsinky  | Tiruneš Dibabaová     | 30:24,02       | Berhane Adereová    | Ejegayehu Dibabaová   |
| MS 2007 | Ósaka     | Tiruneš Dibabaová     | 31:55,41       | Kara Goucherová     | Joanne Paveyová       |
| MS 2009 | Berlín    | Linet Masaiová        | 30:51,24       | Meselech Melkamuová | Wude Ayalewová        |
| MS 2011 | Tegu      | Vivian Cheruiyotová   | 30:48,98       | Sally Kipyegová     | Linet Masaiová        |
| MS 2013 | Moskva    | Tiruneš Dibabaová     | 30:43,35       | Gladys Cheronová    | Belaynesh Oljiraová   |
| MS 2015 | Peking    | Vivian Cheruiyotová   | 31:41,31       | Gelete Burkaová     | Emily Infeld          |
| MS 2017 | Londýn    | Almaz Ayanaová        | 30:16,32       | Tiruneš Dibabaová   | Agnes Tiropová        |
| MS 2019 | Dauhá     | Sifan Hassanová       | 30:17,62       | Letesenbet Gideyová | Agnes Tiropová        |
| MS 2022 | Eugene    | Letesenbet Gideyová   | 30:09,94       | Hellen Obiriová     | Margaret Kipkemboiová |
| MS 2023 | Budapešť  | Gudaf Tsegayová       | 31:27,18       | Letesenbet Gideyová | Ejgayehu Tayeová      |